# سيلين باوتشر
سيلين باوتشر هي نحّاتة ورسامة كندية، ولدت في 1945 في جولييت في كندا.